# Andiše (grad)
Andiše je novi planirani grad u Iranu. Nalazi se 30 km od Teherana, sjeverozapadno od Šahrijara i jugoistočno od Karadža.
31.650 osoba se naselila u novo naselje Andiše 2000. godine. Očekiva se da će broj doseljenika dosegnuti 50.000 do konca "Trećeg plana". 
Puni kapacitet ovog novog grada je 150.000 stanovnika.

## Vanjske poveznice
- (engl.) Andisheh